# Islas de Realengo

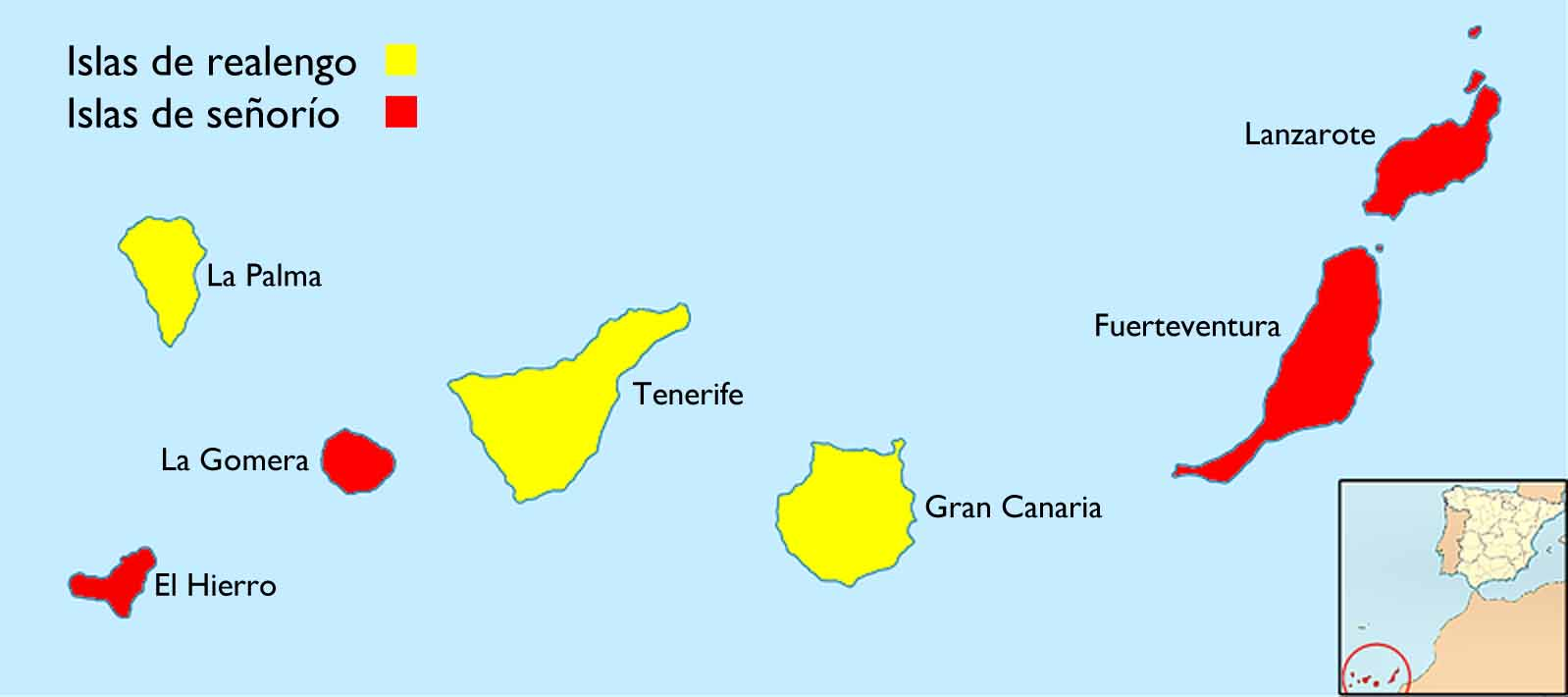
Islas de Realengo (en amarillo).

Las islas de Realengo es el nombre dado a las islas Canarias que fueron conquistadas directamente por la Corona castellana de los Reyes Católicos, a saber: Gran Canaria, La Palma y Tenerife.

## Contexto
Durante la conquista de las islas Canarias, tres de las siete islas fueron conquistadas por la corona de Castilla: Gran Canaria anexionada a la corona de Castilla en 1478, la primera isla de Realengo, después vendría La Palma y por último Tenerife, estas son las islas de Realengo. La tenaz resistencia a la conquista por parte de la población autóctona ―comenzada en el año 1477― hace que el control total del reino de Castilla sobre las islas no finalizara hasta la conquista de Tenerife en 1496.
Las cuatro restantes ―Lanzarote, Fuerteventura, El Hierro y La Gomera― son islas de Señorío, porque fueron conquistadas por señores feudales, que terminarían por vender sus derechos sobre las tierras a la corona de Castilla. La conquista trajo consigo un proceso de despoblación (genocidio aborigen), compensado en parte con la llegada de repobladores peninsulares andaluces, castellanos y extremeños, que acuden atraídos por el reparto de tierras impulsado por la Corona. Especial importancia tiene también la instalación en las islas de comerciantes genoveses. Las islas realengas se caracterizaron por su cultivo de caña de azúcar que fueron trabajadas por mano de obra del continente africano que fueron importados.